# Site archéologique du Vernay
Le site archéologique du Vernay (parfois orthographié Vernai) est un vaste site de fouilles archéologiques situé sur la commune de Saint-Romain-de-Jalionas, dans le département de l'Isère en France. Il s'étend sur une période allant de la Tène gauloise au Moyen Âge tardif, sa pièce majeure étant un palais rural gallo-romain.

## Présentation du site

### Localisation
Le site archéologique est situé au lieu-dit le Vernay, dans une zone agricole humide, à l'écart des habitations. Il est bordé par le ruisseau du Girondan, qui se jette dans le Rhône à 2 km plus au nord. Le site englobe l'église et le cimetière communal, qui sont étroitement liés à l'histoire du site. Le site est situé à l'ouest du plateau de l'Isle-Crémieu, dans une région qui abrite de nombreux autres sites gallo-romains.
Le Vernay (ou Vernai) est un terme d'origine gauloise assez commun qui désigne une aulnaie.

### Généralités
La villa gallo-romaine du Vernay est le monument le plus important de Saint-Romain-de-Jalionas, inscrite au titre des monuments historiques par arrêté du 18 juin 1984.

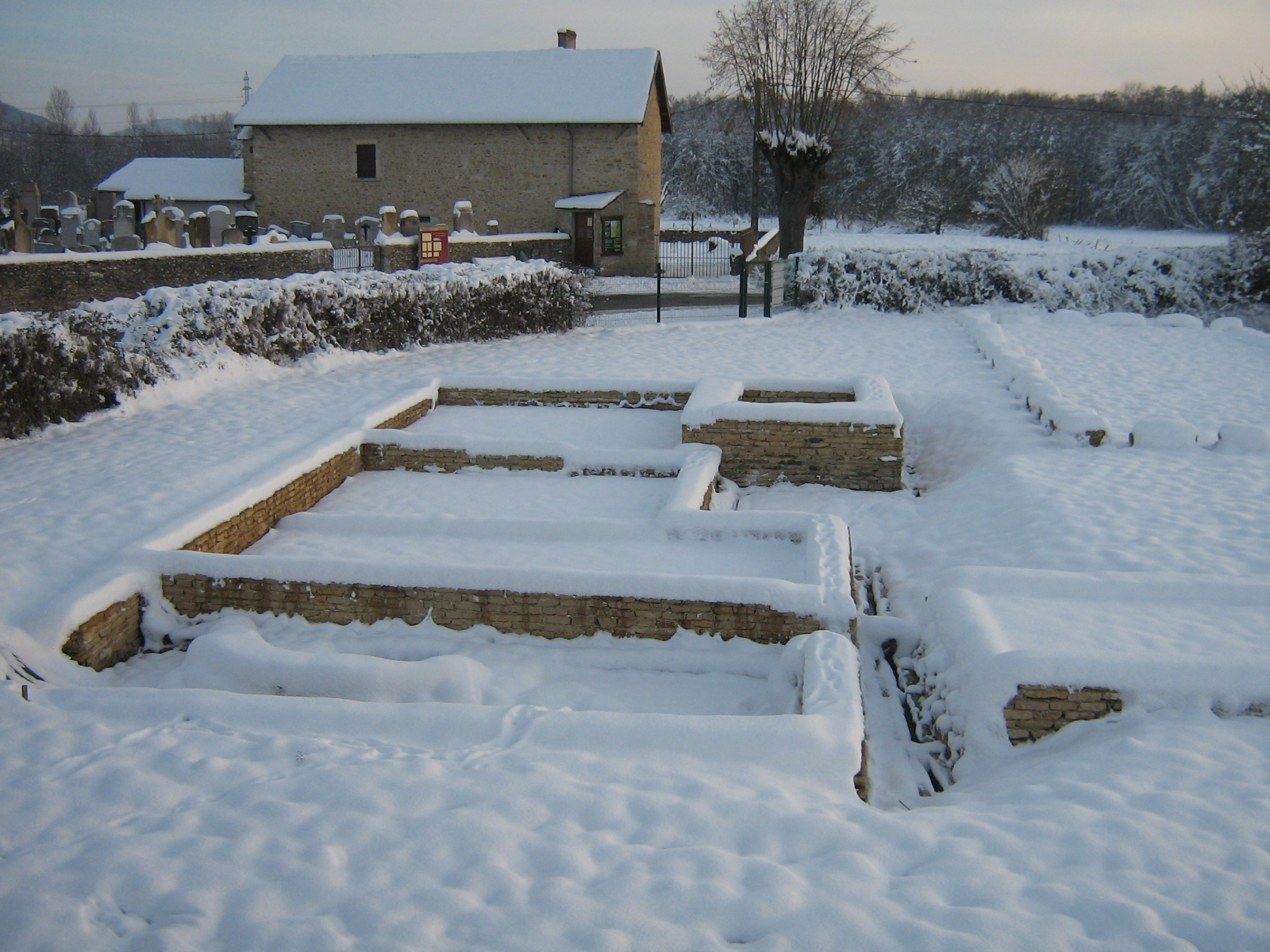
Une partie des fouilles archéologiques.

La villa du Bas-Empire est de très grande taille, les bâtiments d'habitations couvrant, seuls, plus de 2 hectares. On y trouve un réseau complexe d'égouts, un moulin hydraulique (très rare pour la période), une piscine de 20 mètres sur 6 mètres ainsi qu'un complexe de thermes avec système de chauffage par hypocauste.
La villa ainsi que ses dépendances sont encadrées par un mur d'enceinte cloîtrant un espace d'une vingtaine d'hectares, traversé par une voie d'accès en galets et par un petit ruisseau sur lequel se raccorde le système d'égout.
Sur le domaine, les fouilles ont également mis au jour plusieurs aires de rouissage du chanvre.

### Histoire et organisation des fouilles

#### Fouilles informelles et préventives
Au XIXe siècle, le curé signale la découverte d'éléments de statues et de mosaïques dans le cimetière qui jouxte l'église paroissiale. Alerté, Hippolyte Müller, fondateur du musée dauphinois, se rend sur place sans pour autant localiser l'épicentre de ce site qualifié de gallo-romain.
En 1967, des travaux d'adduction d'eau mettent au jour un fragment de mur et une amphore dans laquelle on dégagera le squelette d'un enfant. Un historien amateur et peintre reconnu, Roger Pinet, commence alors à fouiller les environs et dégage d'innombrables vestiges,. Les fouilles sont reprises dans le courant des années 1970 par Aloys Dufourg, étudiant en histoire. Faute de moyens, il doit remblayer les fouilles en 1979.
En 1985, l'agrandissement du cimetière impose une campagne de sauvetage menée par des scientifiques. Au total 1 500 m2 sont fouillés au sud de l'église par Robert Royet, conservateur régional d'archéologie de la direction régionale des Affaires culturelles.

#### Fouilles programmées
Ce n'est qu'à partir de 1995 que démarrent des fouilles programmées régulières. Robert Royet sonde le site dans sa globalité, grâce à des financements du conseil général de l'Isère.
De nos jours, les fouilles y ont lieu annuellement, généralement au cours du mois d'août. Elles sont effectuées par des bénévoles de l'Association pour l'Histoire et l'Archéologie à Saint-Romain-de-Jalionas, sous la direction scientifique de Robert Royet. Tout au long de l'année, les membres mènent également des prospections dans les terrains alentour et traitent le mobilier archéologique récolté (nettoyage, indexation, photographie…).

#### Chronologie synthétique des fouilles
- 1967 : découverte d'un fragment de mur et d'une amphore, fouilles amateurs par Roger Pinet ;
- mi-1970s : reprise des fouilles par Aloys Dufourg jusqu'en 1979 ;
- 1985 : premières fouilles de sauvetage par Robert Royet (DRAC), préalables à  l'agrandissement du cimetière[8] ;
- 1995 : début des fouilles programmées.

En avril 2025, le site est l'objet d'une fouille sauvage, le pillage se caractérisant par des trous de pelle probablement ciblés par détection de métaux.

## Histoire du site
Sur le site, Robert Royet a découvert des foyers de l'âge du bronze et des éléments de la vie quotidienne des Gaulois, attestant l'existence d'une grande ferme, probablement propriété d'aristocrates gaulois.
À l'occupation gauloise du site, autour de l'actuelle église, succède une longue période d'occupation romaine (jusqu'aux Ve et VIe siècles) où se développe, en plusieurs étapes successives de construction, une villa aux dimensions importantes, dotée d'un grand complexe thermal (aujourd'hui en partie dégagé et mis en valeur par les fouilles). Si aujourd'hui le site paraît relativement isolé, il était pendant l'Antiquité proche de voies importantes menant à Vienne et à Lyon.
Vers 40 av. J.-C., cette exploitation est transformée en villa selon les canons romains de construction : bâtiments en pierres maçonnées, toits en tuiles, sols en mortier. La vaisselle trouvée est gauloise, indiquant que les maîtres sont plutôt des Allobroges romanisés que des colons installés. Le domaine est restructuré et des fossés sont aménagés pour assécher les marais et irriguer les cultures (blé et orge).
À partir de 15 apr. J.-C., la villa laisse place à un palais dont le seul bâtiment d'habitation couvre 2,5 hectares. D'après Robert Royet « c'est véritablement hors normes, surtout en milieu rural et hostile ». Les villae font généralement 5 000 m2 de superficie et se sont surtout établies dans des lieux secs et fertiles et non à proximité d'un marais de 50 hectares. La propriété dispose du chauffage central, d'une piscine et d'un complexe thermal, « un luxe qui n'est pas en rapport avec les revenus du domaine » poursuit Robert Royet. Alors à qui appartient-il ? L'hypothèse la plus vraisemblable est qu'un marchand ou politicien fortuné établi à Vienne ou Lyon, aurait fait bâtir ce palais pour y mener grand train, on ignore cependant son identité. Traversant sans dommages les invasions « barbares » et le déclin de l'Empire romain, le domaine va prospérer jusqu'à son démantèlement vers 450.
Régulièrement réorganisé, il intègre de nouvelles productions comme la vigne, l'arboriculture et la noix. Plus singulier, une chapelle chrétienne est bâtie en son sein au IVe siècle. Elle sera à l'origine de l'église actuelle. Durant le haut Moyen Âge, une exploitation beaucoup plus réduite se substitue à la villa tandis que la chapelle, devenue église paroissiale est ceinte d'un cimetière. Des paysans s'installent à proximité et y sont enterrés.
Le site pourtant situé en milieu hostile, a toujours été habité et exploité mais interroge les historiens : comment ses propriétaires ont-ils pu tirer parti de ce qui était a priori une contrainte jusqu'à bâtir un gigantesque domaine ? Il nous renseigne également sur les relations sociales entre paysans et propriétaires fonciers ainsi que sur les modes d'exploitation, très différents selon les périodes.
Les différentes vagues d'invasions dites « barbares » n'ont pas fait fuir les habitants comme ce fut le cas ailleurs. Ainsi, l'habitat est-il réutilisé par les Mérovingiens (qui fonderont une église paléochrétienne, la première du Dauphiné ?) puis par les Carolingiens (dont le clocher de l'église est le principal vestige qui subsiste de cette période).
À la fin du XIIe siècle, un château delphinal, démantelé en 1430, est adossé à l'église. Des fortifications imposantes sont entourées de douves.
À l'abandon dès le XVIe siècle, le château tombe en ruine. Seule l'église est préservée de la démolition, et, malgré sa localisation en bordure de marécage, à l'écart de tout habitat, elle demeure le principal lieu de culte à Saint-Romain-de-Jalionas.

### Chronologie
- 150 av. J.-C. : attestation d'une ferme gauloise ;
- 40 av. J.-C. : construction d'une première villa gallo-romaine ;
- 15 apr. J.-C. : la villa laisse place à un palais (création d'un grand domaine agricole de 13 hectares) ;
- IVe siècle : édification d'une chapelle à l'intérieur de la villa ;
- 450 apr. J.-C. : démantèlement du palais ;
- XIIe siècle : construction d'un château delphinal à l'emplacement de l'actuel cimetière ;
- 1430 : démantèlement du château pendant la guerre delphino-savoyarde ;
- XIXe siècle : découverte d'éléments de statues et de mosaïques dans le cimetière.

## Animations et visites

### Jardin antique expérimental
Depuis 2018, l'association gère un jardin antique (romain) expérimental. Le but est de tester la culture des variétés d'époque (ou s'en rapprochant au maximum) en employant également les outils et les techniques associées (creusement d'un puits...). Depuis le printemps 2025, le jardin accueille également un rucher antique expérimental, avec trois ruches : une ruche tronc et une ruche tressée en paille, de modèles antiques, ainsi qu'une ruche Dadant pédagogique servant de témoin,. 
Le travail du jardin s'appuie plusieurs auteurs latins, qui fournissent des directives précises en botanique, agronomie et économie agricole : Caton (De agri cultura), Columelle (De re rustica), Pline l'Ancien (La Botanique)...

### Visites
Le site se visite en autonomie toute l'année grâce au parcours équipé de panneaux pédagogiques. En complément, l'association AHASRJ organise des visites guidées associée à des ateliers pratiques au moins deux fois par an, pour les Journées de l'archéologie en juin, pour les Journées du patrimoine en septembre, et depuis 2021 pour les Rendez-vous aux jardins début juin,.

### Publications
Robert et Elvyre Royet, De marbre et de terre : pouvoir et travail dans la villa du Vernai, Saint-Romain-de-Jalionas, 2018, 32 p.